# Хокеј на леду на Зимским олимпијским играма 1952.
Хокејашки турнир на Зимским олимпијским играма 1952. био је седми по реду олимпијски турнир у хокеју на леду у организацији Светске хокејашке федерације (ИИХФ). Турнир се одржао као део програма Зимских игара VI олимпијаде у Ослу у Норвешкој од 15. до 25. фебруара. Такмичење је уједно представљало и 19. по реду турнир за титулу светског првака, док су се европске селекције такмичиле и за 30. титулу првака Европе. Био је то први пут да је Норвешка организовала једно овакво такмичење у хокеју на леду.
На олимпијском турниру учесвтовало је 9 репрезентација, а такмичење се одвијало на исти начин као и 4 године раније на ЗОИ 1948. године. Селекција Канаде коју су представљали играчи аматерске екипе Едмунтон меркјурис са успехом је одбранила и олимпијско и светско злато. Сребрну медаљу освојила је репрезентација Сједињених Држава, док је Шведска као најбоље пласирана европска селекција поред олимпијске бронзе освојила и титулу првака Европе.
За најбољег играча турнира проглашен је нападач канадске репрезентације Виљем Гибсон са учинком од 19 индексних поена. На турниру је одиграно укупно 37 утакмица, постигнуто је 335 голова, или у просеку 9,05 голова по утакмици.
Нешто касније у март месецу у Лијежу у Белгији одигран је и други турнир светског првенства групе Б на ком је учествовало 6 европских селекција.

## Учесници
Елитна група (олимпијски турнир)
| - Канада - Западна Немачка - Норвешка - Пољска - Сједињене Државе - Финска - Швајцарска - Шведска - Чехословачка | - Аустрија - Белгија - Велика Британија - Италија - Француска - Холандија |

### Систем такмичења
У елитној групи на олимпијском турниру такмичило се 9 екипа и играло се по бергеровом систему (једнокружно свако са сваким) у 8 кола. Коначан пласман одређен је на основу броја освојених бодова. Исти систем је примењен и у дивизији Б у којој се такмичило 6 екипа.
Победа се вредновала са 2, а нерешен резултат са 1 бодом.

## Олимпијски турнир
| №  | Репрезентација   | Ут | П | Нер | И | ГД | ГП | ГР  | Бод |
| -- | ---------------- | -- | - | --- | - | -- | -- | --- | --- |
| 1. | Канада           | 8  | 7 | 1   | 0 | 71 | 14 | +57 | 15  |
| 2. | Сједињене Државе | 8  | 6 | 1   | 1 | 43 | 21 | +12 | 13  |
| 3. | Шведска          | 8  | 6 | 0   | 2 | 48 | 19 | +27 | 12  |
| 4. | Чехословачка     | 8  | 6 | 0   | 2 | 47 | 18 | +29 | 12  |
| 5. | Швајцарска       | 8  | 4 | 0   | 4 | 40 | 40 | 2   | 8   |
| 6. | Пољска           | 8  | 2 | 1   | 5 | 21 | 56 | -35 | 5   |
| 7. | Финска           | 8  | 2 | 0   | 6 | 21 | 60 | -39 | 4   |
| 8. | Западна Немачка  | 8  | 1 | 1   | 6 | 21 | 53 | -32 | 3   |
| 9. | Норвешка         | 8  | 0 | 0   | 8 | 15 | 46 | -31 | 0   |

| 15. фебруар 1952. | Осло      | Норвешка         | 2 : 3  | Сједињене Државе |  | 1:0, 0:2, 1:1      |
| 15. фебруар 1952. | Осло      | Шведска          | 9 : 2  | Финска           |  | 2:0, 5:2, 2:0      |
| 15. фебруар 1952. | Драмен    | Чехословачка     | 8 : 2  | Пољска           |  | 3:1, 2:1, 3:0      |
| 15. фебруар 1952. | Осло      | Канада           | 15 : 1 | Западна Немачка  |  | 6:1, 7:0, 2:0      |
|                   |           |                  |        |                  |  |                    |
| 16. фебруар 1952. | Осло      | Швајцарска       | 12 : 0 | Финска           |  | 12:0 (2:0,2:0,8:0) |
| 16. фебруар 1952. | Осло      | Норвешка         | 0 : 6  | Чехословачка     |  | 0:2, 0:2, 0:2      |
| 16. фебруар 1952. | Осло      | Сједињене Државе | 8 : 2  | Западна Немачка  |  | 1:0, 3:1, 4:1      |
| 16. фебруар 1952. | Осло      | Шведска          | 17 : 1 | Пољска           |  | 1:0, 9:1, 7:0      |
|                   |           |                  |        |                  |  |                    |
| 17. фебруар 1952. | Осло      | Норвешка         | 2 : 4  | Шведска          |  | 1:2, 0:1, 1:1      |
| 17. фебруар 1952. | Осло      | Швајцарска       | 6 : 3  | Пољска           |  | 4:1, 2:2, 0:0      |
| 17. фебруар 1952. | Осло      | Канада           | 13 : 3 | Финска           |  | 6:2, 5:0, 2:1      |
| 17. фебруар 1952. | Осло      | Чехословачка     | 6 : 1  | Западна Немачка  |  | 0:0, 2:0, 4:1      |
|                   |           |                  |        |                  |  |                    |
| 18. фебруар 1952. | Осло      | Сједињене Државе | 8 : 2  | Финска           |  | 1:0, 6:0, 1:2      |
| 18. фебруар 1952. | Осло      | Канада           | 11 : 0 | Пољска           |  | 6:0, 3:0, 2:0      |
| 18. фебруар 1952. | Осло      | Норвешка         | 2 : 7  | Швајцарска       |  | 0:4, 2:2, 0:1      |
| 18. фебруар 1952. | Осло      | Шведска          | 7 : 3  | Западна Немачка  |  | 3:2, 0:0, 4:1      |
|                   |           |                  |        |                  |  |                    |
| 19. фебруар 1952. | Осло      | Канада           | 4 : 1  | Чехословачка     |  | 1:1, 1:0, 2:0      |
| 19. фебруар 1952. | Осло      | Сједињене Државе | 8 : 2  | Швајцарска       |  | 4:1, 3:0, 1:1      |
|                   |           |                  |        |                  |  |                    |
| 20. фебруар 1952. | Осло      | Пољска           | 4 : 4  | Западна Немачка  |  | 1:1, 3:1, 0:2      |
| 20. фебруар 1952. | Осло      | Норвешка         | 2 : 5  | Финска           |  | 0:2, 2:2, 0:1      |
|                   |           |                  |        |                  |  |                    |
| 21. фебруар 1952. | Осло      | Сједињене Државе | 2 : 4  | Шведска          |  | 0:1, 0:0, 2:3      |
| 21. фебруар 1952. | Осло      | Канада           | 11 : 2 | Швајцарска       |  | 4:0, 5:0, 2:2      |
| 21. фебруар 1952. | Сандвика  | Чехословачка     | 11 : 2 | Финска           |  | 4:1, 3:0, 4:1      |
| 21. фебруар 1952. | Осло      | Норвешка         | 2 : 6  | Западна Немачка  |  | 0:0, 1:1, 1:5      |
|                   |           |                  |        |                  |  |                    |
| 22. фебруар 1952. | Осло      | Финска           | 5 : 1  | Западна Немачка  |  | 1:0, 2:0, 2:1      |
| 22. фебруар 1952. | Осло      | Чехословачка     | 8 : 3  | Швајцарска       |  | 0:2, 2:1, 6:0      |
| 22. фебруар 1952. | Осло      | Сједињене Државе | 5 : 3  | Пољска           |  | 1:0, 2:0, 2:3      |
| 22. фебруар 1952. | Осло      | Канада           | 3 : 2  | Шведска          |  | 1:2, 1:0, 1:0      |
|                   |           |                  |        |                  |  |                    |
| 23. фебруар 1952. | Осло      | Шведска          | 5 : 2  | Швајцарска       |  | 1:1, 4:0, 0:1      |
| 23. фебруар 1952. | Осло      | Норвешка         | 2 : 11 | Канада           |  | 2:5, 0:3, 0:3      |
| 23. фебруар 1952. | Лилестрем | Пољска           | 4 : 2  | Финска           |  | 2:2, 0:0, 2:0      |
| 23. фебруар 1952. | Осло      | Сједињене Државе | 6 : 3  | Чехословачка     |  | 2:1, 4:0, 0:2      |
|                   |           |                  |        |                  |  |                    |
| 24. фебруар 1952. | Осло      | Чехословачка     | 4 : 0  | Шведска          |  | 2:0, 2:0, 0:0      |
| 24. фебруар 1952. | Осло      | Швајцарска       | 6 : 3  | Западна Немачка  |  | 1:1, 3:1, 2:1      |
| 24. фебруар 1952. | Осло      | Норвешка         | 3 : 4  | Пољска           |  | 2:1, 1:1, 0:2      |
| 24. фебруар 1952. | Осло      | Канада           | 3 : 3  | Сједињене Државе |  | 2:0, 1:2, 0:1      |

Шведска и чехословачка су такмичење завршили на деоби трећег места са идентичним бројем бодова, а иако су Чехословаци у последњем колу убедљиво савладали Швеђане ИИХФ је одлучила да се игра нова утакмица између та два тима за бронзану медаљу.
| 25. фебруар 1952. | Осло | Шведска | 5 : 3 | Чехословачка |  | 0:2, 1:1, 4:0 |

## Светско првенство дивизија Б
Други по реду турнир светског првенства у другој квалитетној групи (дивизија Б) играо се независно од олимпијског турнира. Турнир се одржао у Лијежу (Белгија) у периоду 15−22. март 1952. године. Учествовало је 6 екипа, а прво место остварила је селекција Велике Британије коју су по први пут представљали искључиво играчи из Енглеске.
| №   | Репрезентација   | Ут | П | Нер | И | ГД | ГП | ГР  | Бод |
| --- | ---------------- | -- | - | --- | - | -- | -- | --- | --- |
| 10. | Велика Британија | 5  | 4 | 0   | 1 | 28 | 10 | +18 | 8   |
| 11. | Аустрија         | 5  | 3 | 1   | 1 | 32 | 19 | +13 | 7   |
| 12. | Италија          | 5  | 3 | 0   | 2 | 26 | 21 | +5  | 6   |
| 13. | Холандија        | 5  | 1 | 1   | 3 | 19 | 26 | -7  | 3   |
| 14. | Белгија          | 5  | 1 | 1   | 3 | 17 | 24 | -7  | 3   |
| 15. | Француска        | 5  | 1 | 1   | 3 | 19 | 41 | -22 | 3   |

| 15. март 1952. | Лијеж | Француска        | 7 : 3  | Холандија        |  | 1:0, 3:1, 3:2 |
|                |       |                  |        |                  |  |               |
| 16. март 1952. | Лијеж | Белгија          | 1 : 3  | Италија          |  | 1:0, 0:0, 0:3 |
| 16. март 1952. | Лијеж | Аустрија         | 5 : 5  | Холандија        |  | 1:2, 4:1, 0:2 |
|                |       |                  |        |                  |  |               |
| 17. март 1952. | Лијеж | Белгија          | 5 : 1  | Велика Британија |  | 4:1, 0:0, 1:0 |
| 17. март 1952. | Лијеж | Аустрија         | 5 : 1  | Италија          |  | 1:1, 0:0, 4:0 |
|                |       |                  |        |                  |  |               |
| 18. март 1952. | Лијеж | Велика Британија | 8 : 1  | Холандија        |  | 3:0, 3:0, 2:1 |
| 18. март 1952. | Лијеж | Белгија          | 3 : 3  | Француска        |  | 0:2, 2:0, 1:1 |
|                |       |                  |        |                  |  |               |
| 19. март 1952. | Лијеж | Италија          | 5 : 3  | Холандија        |  | 1:2, 1:0, 3:1 |
|                |       |                  |        |                  |  |               |
| 20. март 1952. | Лијеж | Велика Британија | 10 : 0 | Француска        |  | 4:0, 5:0, 1:0 |
| 20. март 1952. | Лијеж | Белгија          | 7 : 10 | Аустрија         |  | 2:2, 2:6, 3:2 |
|                |       |                  |        |                  |  |               |
| 21. март 1952. | Лијеж | Италија          | 14 : 5 | Француска        |  | 4:1, 5:1, 5:3 |
| 21. март 1952. | Лијеж | Велика Британија | 2 : 1  | Аустрија         |  | 0:0, 2:1, 0:0 |
|                |       |                  |        |                  |  |               |
| 22. март 1952. | Лијеж | Аустрија         | 11 : 4 | Француска        |  | 3:0, 0:4, 8:0 |
| 22. март 1952. | Лијеж | Велика Британија | 7 : 3  | Италија          |  | 2:1, 1:1, 3:1 |
| 22. март 1952. | Лијеж | Белгија          | 1 : 7  | Холандија        |  | 1:3, 0:3, 0:1 |

## Признања
| Победник Олимпијских игара 1952. |
| Канада 6. титула                 |

| Победник Светског првенства 1952. |
| Канада 15. титула                 |

| Победник Европског првенства 1952. |
| Шведска 6. титула                  |